# Nicolae Cajal
Nicolae Cajal (n. 1 octombrie 1919, București – d. 7 martie 2004, București) a fost un medic microbiolog evreu-român, senator, membru al Academiei Române (corespondent - 1963 și titular - 1990). În perioada 1994-2004 a îndeplinit funcția de președinte al Federației Comunităților Evreiești din România.

## Biografie
Născut în 1919 la Bucuresti ca fiu al dr. Marcu Cajal, medic pediatru evreu sefard, devenit mai târziu conferențiar și apoi profesor (din 1947) de terapeutică pediatrică și puericultură la Institutul medico-farmaceutic din București, în 1946 Nicolae Cajal a devenit doctor în medicină și chirurgie al Facultății de Medicină București iar în 1958 a devenit și doctor în științe.
În 1944 Nicolae Cajal a lucrat ca intern în laboratoarele catedrei de bacteriologie ale Facultății de Medicină din București, iar din 1945 și în cele ale catedrei de inframicrobiologie (virologie).
Ca medic specializat în virologie, Cajal a fost un discipol al acad. Ștefan S. Nicolau, întemeietorul școlii românești de virologie. Contribuțiile sale au fost publicate în peste 400 de lucrări științifice.
În 1966 Nicolae Cajal a devenit profesor și șef al catedrei de virologie de la Institutul de Medicină și Farmacie București, după ce trecuse prin toate gradele didactice, fiind, pe rând, prin concurs, preparator, asistent, șef de lucrări, conferențiar.
Din 1967 Nicolae Cajal a fost director al Institutului de Virologie al Academiei Române.
În legislatura 1990-1992 Nicolae Cajal a fost senator pentru municipiul București din partea FSN. În cadrul activității sale parlamentare, Nicolae Cajal a fost membru în grupurile parlamentare de prietenie cu Republica Populară Chineză, Statul Israel, Republica Franceză-Senat.
În 1963 a fost ales membru corespondent și, din 1990, membru titular al Academiei Române. A fost vicepreședinte al Academiei Române (1990-1994), președinte al Secției de Științe Medicale și președinte al Fundației „M. H. Elias”. A fost membru al Academiei de Știinte din New York; Doctor Honoris Causa al Universităților din Oradea (1994), Timișoara (1995), Cluj (1995), Iași (1996).

## Distincții
- Ordinul Muncii clasa a II-a (31 decembrie 1956) „cu prilejul împlinirii a 90 de ani de la înființarea Societății Academice Romîne, pentru merite deosebite in muncă”[5]
- Ordinul Muncii clasa a II-a (31 decembrie 1962) „pentru merite deosebite în muncă în domeniul cercetărilor de inframicrobiologie și pentru activitatea depusă în organizarea celui de al III-lea Congres Internațional de Patologie Infecțioasă”[6]